# Maharu Yoshimura
Maharu Yoshimura (jap. 吉村 真晴, Yoshimura Maharu; * 3. August 1993 in der Präfektur Ibaraki) ist ein japanischer Tischtennisspieler. Er wurde 2011 japanischer Meister im Einzel.
Bei den Japanischen Landesmeisterschaften 2011 setzte sich Yoshimura in einem dramatischen Finale in sieben Sätzen gegen den zuvor fünfmaligen Landesmeister Jun Mizutani durch. Im Folgejahr gewann er bei der Weltmeisterschaft Bronze im Teamwettbewerb.
Seit 2012 studiert Yoshimura BWL am Aichi Institut für Technologie.

## Turnierergebnisse
| Verband | Veranstaltung                      | Jahr | Ort               | Land | Einzel     | Doppel        | Mixed     | Team |
| ------- | ---------------------------------- | ---- | ----------------- | ---- | ---------- | ------------- | --------- | ---- |
| JPN     | Asienmeisterschaft ATTU (Junioren) | 2011 | New Delhi         | IND  | Gold       | Silber        |           |      |
| JPN     | Pro Tour                           | 2013 | Olomouc           | CZE  | letzte 32  | letzte 16     |           |      |
| JPN     | Pro Tour                           | 2013 | Suzhou            | CHN  |            | letzte 16     |           |      |
| JPN     | Pro Tour                           | 2013 | Yokohama          | JPN  | letzte 64  | Gold          |           |      |
| JPN     | Pro Tour                           | 2013 | Incheon City      | KOR  | letzte 32  |               |           |      |
| JPN     | Pro Tour                           | 2013 | Wels              | AUT  |            | Viertelfinale |           |      |
| JPN     | Pro Tour                           | 2012 | Bremen            | GER  | letzte 64  |               |           |      |
| JPN     | Pro Tour                           | 2012 | Suzhou            | CHN  | letzte 32  | letzte 16     |           |      |
| JPN     | Pro Tour                           | 2012 | Kobe              | JPN  | letzte 32  | letzte 16     |           |      |
| JPN     | Pro Tour                           | 2012 | Santiago de Chile | CHI  | letzte 16  | Viertelfinale |           |      |
| JPN     | Pro Tour                           | 2012 | Almería           | ESP  | letzte 64  | letzte 16     |           |      |
| JPN     | Pro Tour                           | 2012 | Kuwait City       | KUW  | letzte 32  | Halbfinale    |           |      |
| JPN     | Pro Tour                           | 2011 | Stockholm         | SWE  | letzte 16  |               |           |      |
| JPN     | Weltmeisterschaft                  | 2013 | Paris             | FRA  |            |               | letzte 32 |      |
| JPN     | Weltmeisterschaft                  | 2012 | Dortmund          | GER  |            |               |           | 3    |
| JPN     | Jugend-Weltmeisterschaft           | 2011 | Manama            | BRN  | Halbfinale | Halbfinale    |           | 2    |
| JPN     | World Junior Circuit               | 2011 | Cheongyang-Gun    | KOR  | Gold       |               |           |      |
| JPN     | World Junior Circuit               | 2011 | Metz              | FRA  | Gold       |               |           |      |
| JPN     | World Junior Circuit               | 2011 | Örebro            | SWE  | Halbfinale |               |           |      |

## Privat
Er hat einen Bruder namens Kazuhiro Yoshimura.